# Amors pilar eller Kärlek i Höga Norden
Amors pilar eller Kärlek i Höga Norden är en svensk kort dramafilm från 1913 i regi av John Bergqvist.

## Om filmen
Filmen premiärvisades den 11 mars 1913 på Central-Biografen vid Bryggargatan i Stockholm. Inspelningen av filmen skedde i Åre av John Bergqvist, Jonas Gillberg och Gustaf V. Berg.  Efter inspelningarna fortsatte skådespelarna Birger Lundstedt, Charles Paterson och Hildi Waernmark att turnera som teatertrupp under Birger Lundstedts ledning.

## Rollista
- Birger Lundstedt
- Hildi Waernmark
- Dagmar Nyberg
- Erik Johansson